# Energetický příjem
Energetický příjem je přísun energie a stavebních látek pro udržení života. Energie je získávána ze základních živin: sacharidy, bílkoviny, tuky, vitamíny, minerální látky a voda. 